# Tachia grandifolia
Tachia grandifolia är en gentianaväxtart som beskrevs av Bassett Maguire och Weaver. Tachia grandifolia ingår i släktet Tachia och familjen gentianaväxter. Utöver nominatformen finns också underarten T. g. orientalis.